# 6574 Gvishiani
A 6574 Gvishiani (ideiglenes jelöléssel 1976 QE1) egy kisbolygó a Naprendszerben. Nyikolaj Sztyepanovics Csernih fedezte fel 1976. augusztus 26-án.